# Juveniele idiopathische artritis
Juveniele idiopathische artritis (JIA) wordt ook wel jeugdreuma genoemd. Het is een auto-immuunziekte die onder andere de gewrichten aan kan tasten, wat pijnklachten geeft en langetermijnbeschadigingen van de gewrichten. Afhankelijk van het aantal gewrichten die aangedaan zijn en het wel of niet aanwezig zijn van andere symptomen met betrekking tot de andere organen, wordt JIA ingedeeld in drie groepen:
1. systemische JIA (gehele lichaam doet mee in de auto-immuunziekte);
2. poly-articulaire JIA (meer dan vier gewrichten zijn aangedaan);
3. oligo-articulaire JIA (één tot vier gewrichten zijn aangedaan).

## Behandeling
De behandeling van JIA, afhankelijk van de ernst, bestaat uit onder andere pijnstilling, NSAID's, methotrexaat, TNF-alfa-remmers, prednison. Bij de NSAID's wordt weer een protonpompremmer gegeven ter bescherming van de maag, en bij methotrexaat wordt foliumzuur gegeven om bijwerkingen te minimaliseren.